# Gli eroi sono stanchi
(François Séverin)
Gli eroi sono stanchi (Les héros sont fatigués) è un film francese del 1955 diretto da Yves Ciampi.

## Trama
Africa, primi anni cinquanta, Michel Rivière è un ex pilota di caccia francese, che, dopo la fine della guerra non è riuscito a reinserirsi nella società conservando però una innata passione per il volo. L'uomo trova lavoro come pilota presso una compagnia mineraria di Dakar. Egli giunge, senza visto d'ingresso, a Free-City, capitale di una imprecisata nazione, alla ricerca di un certo Burken, un ex Ministro che risulta essere in carcere o deportato.
Michel si reca nell'unico albergo della città, gestito da due coniugi: François Séverin, un ex avvocato con un passato di collaborazionista durante il Governo di Vichy e sua moglie Manuella; appena arrivato assiste a un litigio tra i due a causa della gelosia del marito. Una volta tornata la calma, Michel si informa sulla possibilità di vendere un diamante grezzo. Manuella lo mette in contatto con Villeterre, un uomo d'affari francese; Villeterre prende in consegna la pietra, riservandosi di fare un'offerta il giorno successivo. Durante la serata, Michel fa conoscenza degli ospiti dell'albergo iniziando da Nina, una parrucchiera francese.
La solitudine porta Michel e Manuella ad intrecciare una relazione. Nello stesso momento Villeterre riceve la richiesta da parte della compagnia se Michel si trova in città ed egli risponde in modo affermativo ma non ne fa parola con lui, limitandosi ad informarlo che ha trovato un compratore per il diamante e che ne aspetta l'arrivo.
Mentre nella città fervono i preparativi per il Natale, Michel svela a Manuella come è entrato in possesso del diamante: a seguito di un incidente, egli aveva scoperto nella cassetta del pronto soccorso un astuccio contenente diamanti per 200 milioni di franchi, caricati a sua insaputa sull'aereo, e che il suo capo Lambert contrabbandava, utilizzando lui come corriere. Il giorno dopo Michel riceve la visita di Wolf Gerke, un tedesco, anche lui ex pilota di caccia, fiero del suo passato nazista. Egli si presenta come amico di Villeterre e si offre di acquistare i diamanti ma ad un prezzo irrisorio ed infatti Gerke, che ha preso alloggio nello stesso albergo, altri non è che un riscossore di crediti della compagnia e la somma che offre a Michel è una sorta di "accordo" per riavere le pietre senza che la notizia del contrabbando trapeli; quest'ultimo rifiuta e minaccia il tedesco con la pistola rubata a Séverin.
Scoperto l'inganno di Villeterre, Michel tenta di partire ma Gerke fa in modo che nessuno compri il suo diamante, facendolo arrestare dalla polizia per la mancanza del visto; viene rilasciato subito dopo ma le autorità trattengono il suo passaporto. Nina si offre di prestare 500 franchi ad Olsen per permettergli di riparare la barca, rendendosi anche disponibile a nascondere i diamanti.
Una volta che Nina è uscita i due appianano i loro contrasti ed il marito fa in modo che Sidney, l'amante di lei, la scopra, facendolo entrare con uno stratagemma nella stanza in cui i due sono a letto; l'uomo abbandona l'abergo non prima di avere fatto notare a Séverin che in ogni caso rimarrà solo se Manuella partirà insieme a Michel. Nel frattempo Olsen, ricevuto il denaro da Nina, ripara l'imbarcazione ed è pronto a salpare quella notte. Séverin però ha seguito tutti i movimenti di Michel, danneggia la barca e impedisce così la fuga alla coppia.
Olsen comunica la notizia ai due amanti gettandoli nello sconforto. Villeterre nel frattempo ha restituito a Manuella il passaporto di Michel, provoca i due rinfacciandogli il fatto che ci saranno sempre guerre e che sono proprio loro a fare andare bene i suoi affari; a quel punto Gerke lo colpisce con un pugno sancendo la fine del loro accordo. Ma Séverin ha già rubato i diamanti dalla cassaforte, gettando nella disperazione anche Nina.
I due nuovi amici tornano in albergo ed informano Manuella di quanto è accaduto ed in loro aiuto torna Hermann, il quale confida a Gerke che ha visto Séverin sotterrare i diamanti in un pollaio; egli viene trasportato di peso e costretto a disseppellirli. L'uomo però riesce a fuggire: i due lo inseguono insieme a Manuella, che lo trova nascosto in un canneto. L'uomo confessa di non interessarsi al denaro e di volerlo solo per non perderla e, ormai pazzo di gelosia, la uccide. Caricato il cadavere della donna su di una barca Séverin tenta di allontanarsi ma i due inseguitori si gettano in acqua per raggiungerlo e, arrivati in prossimità del natante, vedono l'uomo, ormai fuori controllo, che comincia a gettare in acqua le pietre preziose e, consapevole che non riavrà più ciò che voleva, rovescia la barca uccidendosi.
Sopraggiunta l'alba i due eroi, feriti, avanzano nella palude verso un destino che li vuole ancora una volta soli ed in fuga.

## Critica
«... drammone rovinato dalla pessima recitazione di tutto il cast.» *½ 

## Riconoscimenti
- Festival di Venezia 1955
  - Coppa Volpi per la migliore interpretazione maschile: (Curd Jürgens)